# Pfarrhaus (Elfershausen)

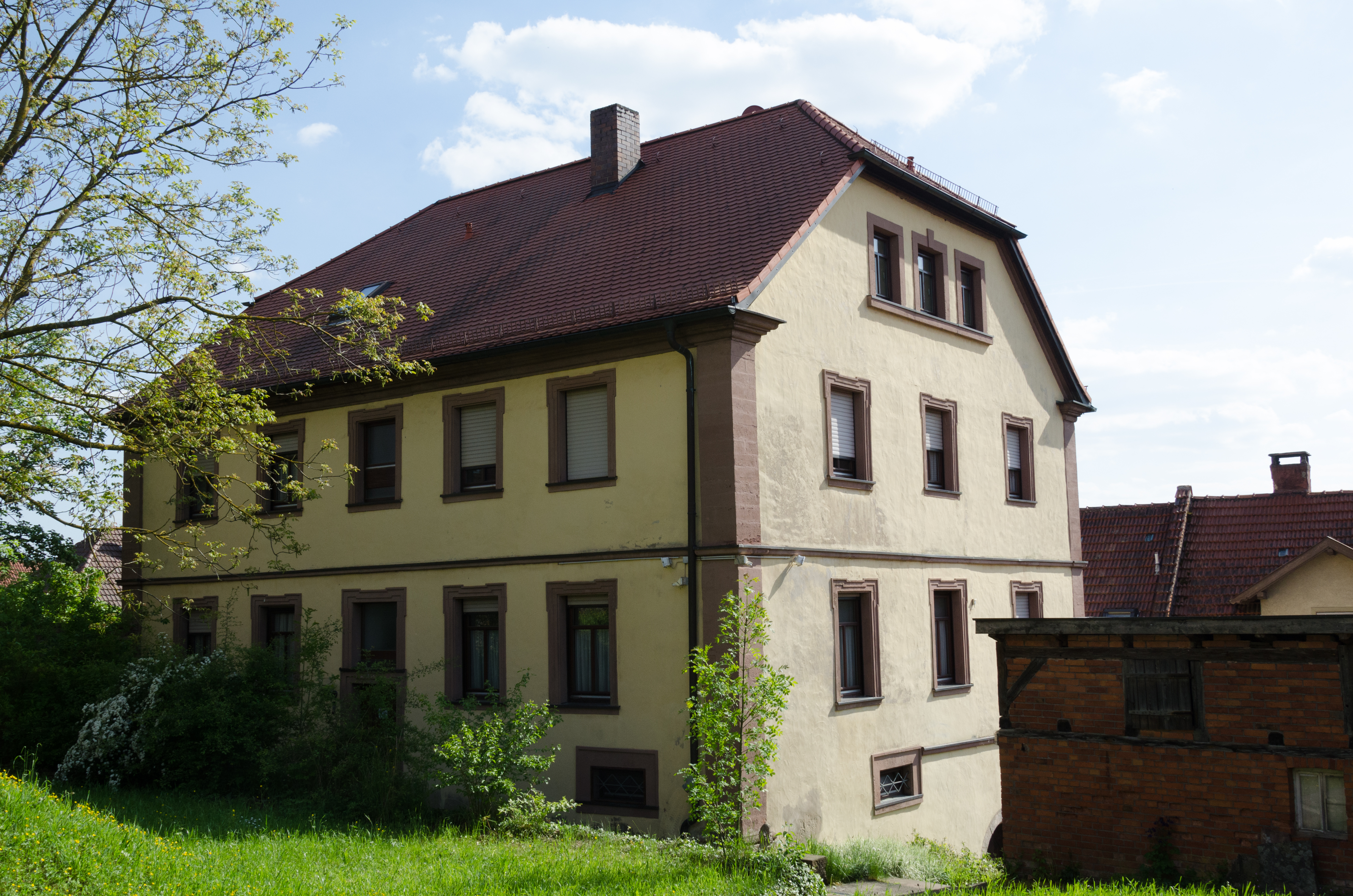
Pfarrhaus in Elfershausen

Das Pfarrhaus in Elfershausen, einer Marktgemeinde im unterfränkischen Landkreis Bad Kissingen in Bayern, wurde Ende des 18. Jahrhunderts errichtet. Das Pfarrhaus an der Domstraße 14, in der Nähe der katholischen Pfarrkirche Maria Himmelfahrt, ist ein geschütztes Baudenkmal.
Der zweigeschossige, verputzte Halbwalmdachbau besitzt fünf zu drei Fensterachsen.